# Trimmer (Buchbinderei)
Der Trimmer ist eine Maschine, die in der industriellen Buchbinderei verwendet wird. Diese Maschine wird vorwiegend zum Beschnitt von gehefteten Broschüren, in Sammelheftanlagen eingesetzt.

## Funktionsweise
Das Funktionsprinzip des Scherschnitts unterscheidet diese Maschine von den Dreimesserschneidemaschinen und deren Vorläufern, den Dreischneidern. Der dreiseitige Beschnitt der gehefteten Broschüren wird in einem Trimmer nach dem Scherschnittprinzip ausgeführt. Bei dieser Art des Schnittes wird ein bewegliches Obermesser gegen ein feststehendes Untermesser bewegt und so der Schnitt vollzogen. Das Schneiden erfolgt in zwei Stationen, wobei Kopf- und Fußbeschnitt gleichzeitig vor oder nach dem Vorderschnitt erfolgen. Das Schneiden erfolgt in der Regel im Stillstand des Produktes. Werden jedoch Messer eingesetzt, die in Transportrichtung oszillieren, ist zugunsten hoher Taktleistungen die Ausführung des Schnittes auch in der Bewegung möglich (siehe auch Sammelhefttrommel).
Das Scherschnittprinzip ist dem Messerschnittprinzip (Dreimesserschneidemaschinen) qualitativ unterlegen, da hier nur Einsatzhöhen von maximal 1,5 cm beschnitten werden können. Deshalb wird der Trimmer nicht bei der Buchproduktion, oder der Klebebindung eingesetzt.